# Segretario di Stato ombra per l'Irlanda del Nord
Il Segretario di Stato ombra per l'Irlanda del Nord (in inglese: Shadow Secretary of State for Northern Ireland, in irlandese: Scáth-Rúnaí Stáit Thuaisceart Éireann) è un membro del gabinetto ombra del Regno Unito che esamina l'attività del Segretario di Stato per l'Irlanda del Nord e il suo dipartimento, l'Ufficio per l'Irlanda del Nord.
La carica è attualmente ricoperta dal laburista Hilary Benn.

## Segretari di Stato ombra per l'Irlanda del Nord
| Nome              | Nome            | Nome | Inizio            | Fine              | Partito      | Leader dell'opposizione |
| ----------------- | --------------- | ---- | ----------------- | ----------------- | ------------ | ----------------------- |
|                   | Merlyn Rees     |      | 24 marzo 1972     | 4 marzo 1974      | Laburista    | Harold Wilson           |
|                   | Francis Pym     |      | 4 marzo 1974      | 29 ottobre 1974   | Conservatore | Edward Heath            |
|                   | Airey Neave     |      | 18 febbraio 1975  | 30 marzo 1979     | Conservatore | Edward Heath            |
| Margaret Thatcher | Airey Neave     |      | 18 febbraio 1975  | 30 marzo 1979     | Conservatore |                         |
|                   | Alec Jones      |      | 14 luglio 1979    | 8 dicembre 1980   | Laburista    | James Callaghan         |
|                   | Don Concannon   |      | 8 dicembre 1980   | 31 ottobre 1983   | Laburista    | Michael Foot            |
|                   | Peter Archer    |      | 31 ottobre 1983   | 13 luglio 1987    | Laburista    | Neil Kinnock            |
|                   | Kevin McNamara  |      | 13 luglio 1987    | 20 ottobre 1994   | Laburista    | Neil Kinnock            |
| John Smith        | Kevin McNamara  |      | 13 luglio 1987    | 20 ottobre 1994   | Laburista    |                         |
| Margaret Beckett  | Kevin McNamara  |      | 13 luglio 1987    | 20 ottobre 1994   | Laburista    |                         |
|                   | Mo Mowlam       |      | 20 ottobre 1994   | 2 maggio 1997     | Laburista    | Tony Blair              |
|                   | Andrew Mackay   |      | 23 giugno 1997    | 14 settembre 2001 | Conservatore | William Hague           |
|                   | Quentin Davies  |      | 14 settembre 2001 | 11 novembre 2003  | Conservatore | Iain Duncan Smith       |
|                   | David Lidington |      | 11 novembre 2003  | 2 luglio 2007     | Conservatore | Michael Howard          |
| David Cameron     | David Lidington |      | 11 novembre 2003  | 2 luglio 2007     | Conservatore |                         |
|                   | Owen Paterson   |      | 2 luglio 2007     | 11 maggio 2010    | Conservatore |                         |
|                   | Shaun Woodward  |      | 11 maggio 2010    | 7 ottobre 2011    | Laburista    | Harriet Harman          |
| Ed Miliband       | Shaun Woodward  |      | 11 maggio 2010    | 7 ottobre 2011    | Laburista    |                         |
|                   | Vernon Coaker   |      | 7 ottobre 2011    | 7 ottobre 2013    | Laburista    |                         |
|                   | Ivan Lewis      |      | 7 ottobre 2013    | 13 settembre 2015 | Laburista    |                         |
| Harriet Harman    | Ivan Lewis      |      | 7 ottobre 2013    | 13 settembre 2015 | Laburista    |                         |
|                   | Vernon Coaker   |      | 13 settembre 2015 | 27 giugno 2016    | Laburista    | Jeremy Corbyn           |
|                   | Dave Anderson   |      | 27 giugno 2016    | 14 giugno 2017    | Laburista    | Jeremy Corbyn           |
|                   | Owen Smith      |      | 14 giugno 2017    | 23 marzo 2018     | Laburista    | Jeremy Corbyn           |
|                   | Tony Lloyd      |      | 23 marzo 2018     | 6 aprile 2020     | Laburista    | Jeremy Corbyn           |
|                   | Louise Haigh    |      | 6 aprile 2020     | 29 novembre 2021  | Laburista    | Keir Starmer            |
|                   | Peter Kyle      |      | 29 novembre 2021  | 4 settembre 2023  | Laburista    | Keir Starmer            |
|                   | Hilary Benn     |      | 4 settembre 2023  | in carica         | Laburista    | Keir Starmer            |